# Atanasio de Athos
Atanasio de Athos, de Trebisonda o el Atonita (Trebisonda, Turquía, ca. 920-Karyes, Monte Athos, Grecia, 5 de julio de 1003) fue un monje basiliano, fundador del Estado Monástico del Monte Athos y una de las figuras fundamentales del monaquismo oriental. Es venerado como santo en la iglesia católica y ortodoxa.

## Biografía
Nacido en Trebisonda con el nombre de Abraham (Abraamios), en una familia de la aristocracia bizantina originaria de Antioquía. Huérfano de joven, fue educado por un pariente de su madre, personaje también importante en la ciudad, que lo envió en Constantinopla a estudiar. Profesor en la capital, conoció a Miguel Maleinos, abad de un monasterio en el monte Kyminas de Bitinia. A raíz de este encuentro, la vocación monástica nació en el joven y se retiró en el monasterio de San Miguel, tomando el nombre religioso de Atanasio. En el monasterio conoció a Nicéforo II, futuro emperador de Bizancio.
Quería hacer vida eremítica y se aisló de todo, sólo con dos libros y la capucha de monje como bienes. Se refugió en el monte Athos, al norte de Grecia, donde había muchos eremitas. Nicéforo lo encontró en 960 y lo convenció de acompañarlo en la campaña de Creta, con la que quería hacer huir a los musulmanes. Así lo hizo y en recuerdo de la victoria, el emperador dio a Atanasio medios para construir una iglesia dedicada a la Madre de Dios en Athos. 

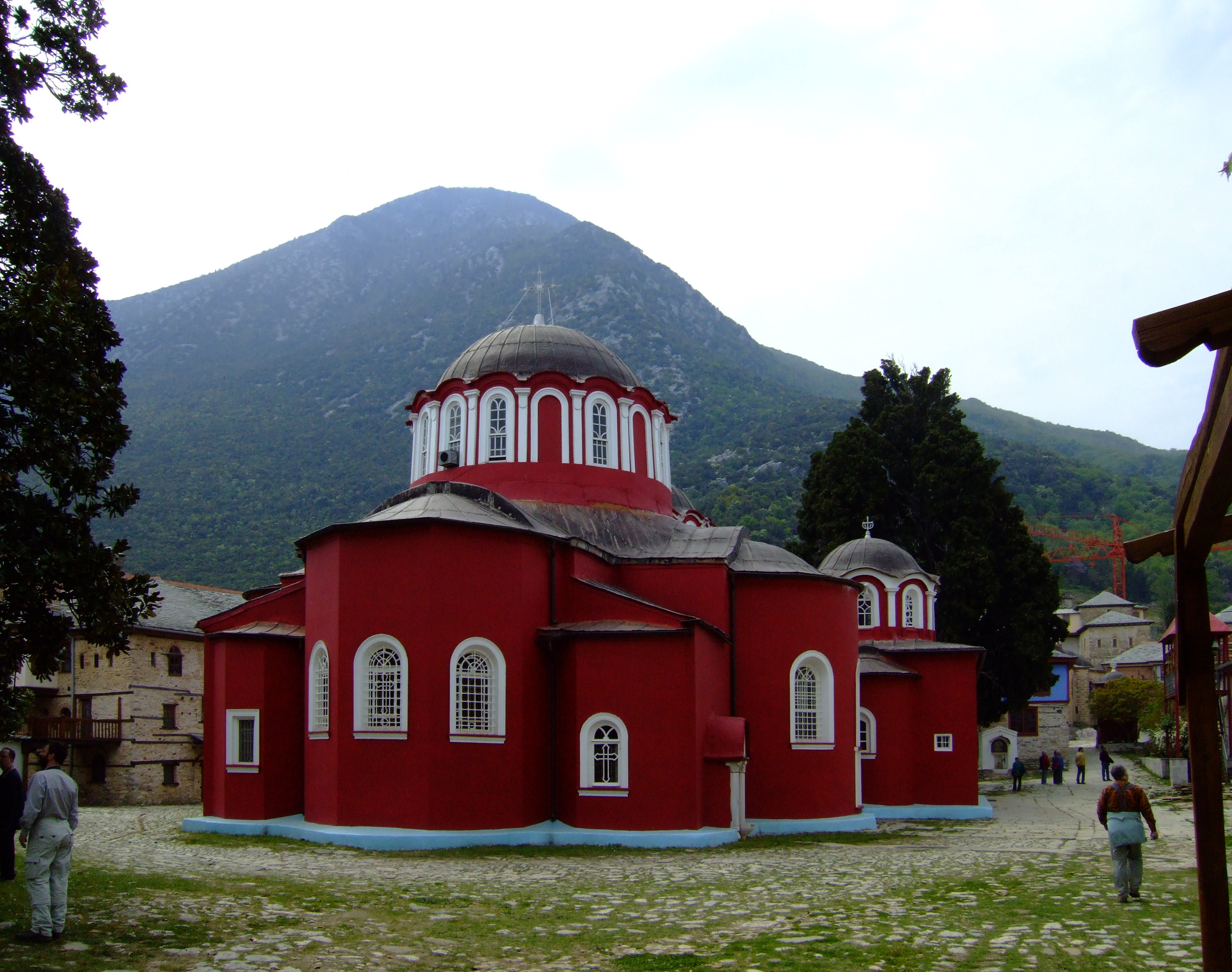
Iglesia de la Gran Lavra, donde está enterrado Atanasio.

Iniciada en 962, es la iglesia Protaton de Karyés. El año siguiente, fundó el Monasterio de la Gran Laura (literalmente, "gran monasterio"), donde hoy viven monjes eremitas y dedicada ahora a San Atanasio, el fundador, que en ella fue enterrado. En el monasterio ingresaron diversos skita (eremitas que pasaban a vivir en comunidad, con estilo semieremítico). Este nuevo estilo de vida, en el cual los eremitas hacían algunas actividades en comunidad y vivían agrupados, fue polémico entre los ermitaños de la montaña y Atanasio marchó a Chipre durante un tiempo, huyendo del conflicto. Una visión le hizo volver y se convirtió en abad de la Gran Lavra, donde escribió el typikon o la regla de vida monástica, basada en la de los monjes Teodoro Estudita y Basilio el Grande. 
El emperador Juan I Tzimisces, sabedor de la polémica, envió al inspector Eutimio, que aprobó la reforma de Atanasio, que fue confirmada por el emperador el 971. Con el apoyo de la corte, Atanasio continuó construyendo monasterios, trabajando físicamente como paleta y carpintero. Con otros cinco monjes, murió cuando la cubierta de una iglesia que estaban construyendo se derrumbó encima de él, el 5 de julio de 1003.